# 춤춰라 메이드 인 와리오
《춤춰라 메이드 인 와리오》는 인텔리전트 시스템즈에서 제작, 닌텐도에서 출시한 Wii용 게임 소프트웨어다. 2006년 12월 2일 일본에 먼저 출시되었으며, 대한민국에는 2009년 6월 18일에 출시되었다.
Wii 리모컨를 활용하는 체감형 게임으로, 이 게임에 수록된 미니게임들은 모두 Wii 리모컨를 이용하여 게임을 즐길 수 있다.

## 조작법
본작에서는 Wii 리모컨(이하 ‘리모컨’)을 ‘조작봉’이라고 칭하며, 정렬 순서는 인게임의 〈조작의 전당〉에 나열된 순서를 따른다.
- 리모컨[d]

리모컨의 끝을 정면으로 향하여 곧추세우는 조작법.
- 우산[e]

손목을 들어 리모컨을 세로로 세워 잡는 조작법.
- 자전거[f]

리모컨을 가로로 눕히고, 손등을 위로 하여 양손으로 잡는 조작법.
- 화가[g]

손끝으로 리모컨을 연필처럼 잡는 조작법.
- 운전기사[h]

리모컨을 가로로 눕히고, 옆에서 양손으로 잡는 조작법.
- 무사[i]

주로 쓰는 손으로 리모컨을 잡고 반대쪽 허리에 대는 조작법. 허리에 매단 검을 빼들려는 듯한 모습의 자세로 시작한다.
- 줄다리기[j]

리모컨의 끝을 정면으로 향하고, 양손으로 움켜잡는 조작법.
- 웨이터[k]

손등을 아래로 하여 손을 펼치고, 손바닥 위에 리모컨을 세로로 올려놓는 조작법.
- 코끼리[l]

리모컨의 끝을 정면으로 향하여, 양손으로 쥐고 코끝에 대는 조작법.
- 엄지씨름[m]

리모컨을 세로로 세워 잡고, 엄지손가락을 적외선 카메라가 있는 위쪽에 올리는 조작법.
- 카드놀이[n]

리모컨의 버튼이 있는 윗면을 아래로 하여, 평탄한 곳에 내려놓는 조작법.
- 회장님[o]

리모컨을 허리에 대고 가슴을 앞으로 내미는 조작법.
- 관리인[p]

리모컨을 세로로 세워 양손으로 잡는 조작법.
- 아령[q]

리모컨을 가로로 눕히고, 주로 쓰는 손으로 아래쪽에서 잡는 조작법.
- 모히칸[r]

리모컨의 끝을 정면으로 향하고, 양손으로 잡아 머리 위에 올리는 조작법.
- 감자튀김[s]

리모컨의 버튼이 있는 윗면을 옆으로 하여, 손끝으로 잡는 조작법.
- 권투[t]

리모컨을 가로로 눕히고, 주로 쓰는 손으로 위쪽에서 잡는 조작법.
- 막자사발[u]

리모컨을 주로 쓰는 손으로 세워 잡고, 다른 손바닥 위에 올리는 조작법.
- 레스토랑[v]

리모컨에 눈차크(유선)를 연결하여, 주로 쓰는 손으로 리모컨을, 다른 손으로 눈차크를 잡는 조작법.

## 스테이지

### 초반 스테이지
- 발견! 수수께끼의 조작봉
  - 주인공은 와리오. 와리오가 집에서 간식 ‘마늘맛 딸기케이크’를 먹던 도중, 어떤 생물체가 와리오의 간식을 훔쳐가 버린다. 그 생물을 쫓던 도중, 우연히 다이아몬드 시티 근처의 조작의 전당에 가게 된다. 조작의 전당에 있는 보물인 조작봉을 줍자, 순간 거대한 바위가 와리오를 향해 돌진해 온다. 미션은 와리오가 바위로부터 도망쳐 오는 것으로 진행된다.
  - 출제되는 조작법은 ‘리모컨’이며, 생명 아이콘은 마늘이다.

- 청춘 치어리더
  - 주인공은 모나. 모나는 미식축구 팀 다이아몬즈의 퍼레이드 치어리더로 선정되었다. 그러다가 팀 다이아몬즈의 선수인 한 소년이 모나를 짝사랑하게 되었다. 미션은 치어리더들의 합창으로 진행된다.
  - 새로 출제되는 조작법은 ‘우산’과 ‘자전거’이며, 생명 아이콘은 미식축구공이다.

- 도깨비의 습격! 다이아몬드 성을 지켜라
  - 주인공은 캐트와 안나. 어느 날, 다이아몬드 성 닌자 도장에 괴상한 거대 도깨비가 들어오고, 사부는 위험에 빠지게 된다. 도깨비를 물리치고 사부를 구하기 위해 캐트와 안나는 다이아몬드 성에 잠입한다. 미션은 캐트와 안나가 거북 닌자를 소환해 나아가는 것으로 진행된다.
  - 새로 출제되는 조작법은 ‘화가’, ‘운전기사’, ‘무사’이며, 생명 아이콘은 거북이다.

- 쿵푸 보이의 등장!
  - 주인공은 영 크리켓과 맨티스. 쿵푸소년 영 크리켓과 사부 맨티스는 수행을 마치고 다이아몬드 시내를 걷던 도중 허기를 느끼고, 마침 모나가 팔고 있는 만두를 발견한다. 영 크리켓은 기나긴 줄을 헤쳐 날아간다. 반드시 만두를 사야 한다! 미션은 만두가게의 바로 앞에서 만두를 찌는 장면에서 진행된다.
  - 새로 출제되는 조작법은 ‘줄다리기’, ‘웨이터’, ‘코끼리’이며, 생명 아이콘은 만두다.

- 전설의 야옹 나이트
  - 주인공은 지미 T. 댄서인 지미 T.는 비오는 날 비를 맞던 고양이를 보고, 자기가 쓰던 우산을 씌워준다. 그런데 잠시 후 수많은 고양이들이 지미를 따라오고, 지미의 춤을 따라서 추기 시작한다. 이윽고 춤을 추던 지미는 클럽에 들어가게 된다. 미션은 나이트클럽에서 고양이들이 춤을 추는 것으로 진행된다.
  - 와리오 스테이지를 제외한 초반 스테이지들의 모든 미니게임들이 출제되며, 2단계 난도부터 시작한다. 생명 아이콘은 고양이 댄서다.

### 후반 스테이지
- 수다쟁이 마법책
  - 주인공은 애슐리와 레드. 애슐리는 자신의 다이아몬드 저택 서재에서 괴물 꽃을 만드는 마법을 연구하지만 실패한다. 그러다 갑자기 나타난 해골이 그려진 수다쟁이 마법책이 나타난다. 미션은 수다쟁이 마법책이 애슐리에게 마법을 가르쳐 주는 것으로 진행된다.
  - 새로 출제되는 조작법은 ‘엄지씨름’, ‘카드놀이’, ‘회장님’이며, 생명 아이콘은 양초다.

- 내일을 향해 달려라!
  - 주인공은 드리블과 스피츠. 택시기사이지만 스피드광인 그들에게 어느날 한 여자가 ‘내일의 언덕’까지 태워달라는 부탁을 하게 된다. 미션은 내일의 언덕을 향해 달리는 것으로 진행되며, 전용 BGM 〈내일의 언덕을 향해〉가 송출되고, 초반 레벨 3 보스까지는 속도가 증가하지 않는다.
  - 새로 출제되는 조작법은 ‘아령’, ‘모히칸’, ‘관리인’이며, 생명 아이콘은 스피츠 인형이다.

- 기상천외 발명 대결
  - 주인공은 페니. 괴짜 박사인 닥터 크라이고어의 손녀인 페니는, 할아버지를 닮아 온갖 발명에 능하다. 어느 날, 발명 대회에 출전한 페니의 상대로 자신의 할아버지가 나온다. 미션은 발명 대회 경기로 진행된다.
  - 새로 출제되는 조작법은 ‘감자튀김’, ‘권투’, ‘막자사발’이며, 생명 아이콘은 스패너다.

- 우정의 멀티스크린
  - 주인공은 나인볼트와 에잇틴볼트. 어느날, 나인볼트는 희귀한 옛날 게임기인 게임 & 워치 멀티스크린 모델을 손에 넣고, 그 제품으로 게임을 하는 나인볼트를 보던 에잇틴볼트는 나인볼트에게 게임기를 빌려달라고 부탁하다가, 실수로 게임기를 박살내버린다. 결국 나인볼트는 에잇틴볼트와 절교하고, 그를 자신의 집에서 쫓아내게 된다. 얼마 후, 에잇틴볼트는 너무나 미안한 마음에 다이아몬드 시티를 뒤져가며 게임 & 워치를 파는 곳을 찾으려 했으나 성과가 없었다. 그러나, 힘 빠진 에잇틴볼트의 앞에 ‘닌텐도 게임 샵’이 눈에 띄었다. 미션은 게임 샵에서 점장이 손님들에게 게임 & 워치를 한정판매하는 것으로 진행된다.
  - 닌텐도의 고전 게임들을 기반으로 한 미니게임들이 출제되며, 생명 아이콘은 어린이 손님이다.

- 멍멍 파티 2009
  - 댄서인 지미 P.는 바닷가를 걷다가 굶주린 강아지를 보고, 뼈다귀를 건네준다. 그런데 잠시 후 수많은 강아지들이 그를 따라오고, 그의 춤을 따라서 추기 시작한다. 춤을 추던 지미는 해변가의 클럽에 들어가게 된다. 미션은 나이트클럽에서 강아지들이 춤을 추는 것으로 진행된다.
  - 후반 스테이지들의 모든 미니게임들이 출제되며, 2단계 난도부터 시작한다. 생명 아이콘은 강아지 댄서다.

### 최종 스테이지 및 엑스트라 스테이지
- 조작봉이여 영원하라!
  - 페니가 보낸 새로운 바이크를 받은 와리오는 기뻐하며 타고 나가지만, 기계상 문제로 인해 와리오가 본체에 흡수되더니, 꼬마 와리오가 되어 여러 명으로 늘어나는 일이 발생한다. 미션은 딸기밭에 떨어진 꼬마 와리오들이 일제히 딸기를 먹고 원래 크기로 돌아가려는 것으로 진행된다.
  - 여러 조작법을 사용하는 미니게임들이 출제되며, 와리오(인트로) 스테이지의 미니게임들도 한 단계 높은 난도로 출제된다. 생명 아이콘은 딸기다.

- 돌멩이의 비밀 (엑스트라)
  - 천재 외계인 오뷰론이 우주를 날아다니던 도중, 이상한 물체가 UFO에 날아와 부딪혀, UFO가 다이아몬드 시티의 조작의 전당으로 떨어진다. 날아온 물건은 바로 ‘돌멩이’. 순간 조작의 전당이 공중으로 뜨기 시작한다. 당황한 오뷰론은 곁에 있던 조작봉과 돌멩이를 연결해 조작의 전당을 제어하고자 한다.
  - 새로 출제되는 조작법은 눈차크를 연결해 플레이하는 ‘레스토랑’이며, 생명 아이콘은 Wii 리모컨이다.

- 초특급 다이어트 머신 (엑스트라)
  - 닥터 크라이고어는 페니의 할아버지이며, 다이어트 머신을 만들고, 플레이어의 Mii가 그곳에 들어가 켈로리를 소비하는 게임으로 진행된다.
  - 20개의 스테이지가 끝난 후, 결과를 알려준다. 한 게임이 끝나면 소비한 켈로리만큼 다이어트 머신의 속도를 낸다. 이 때, 0kel를 소비하면 닥터 크라이고어와 로봇 마이크가 휴식을 취한다. 한 스테이지당 10번, 총 2개의 스테이지로 20번으로 구성되어 있다.

- 엘리베이터 스테이지

눈차크를 연결해 플레이하는 오뷰론 스테이지의 미니게임들은 등장하지 않는다.
- 뒤죽박죽: 메인 스테이지의 모든 미니게임들이 등장하며, 100의 배수 스테이지마다 보스 미니게임이 등장한다.
- 왕어려움: 메인 스테이지의 모든 미니게임들이 1단계 난도로 등장하며, 시작부터 매우 빠른 속도로 진행된다.
- 스릴덩어리: 메인 스테이지의 모든 미니게임들이 3단계 난도로 등장하며, 라이프가 1개만 주어진다. 속도는 1단계 고정이다.
- 순간포착: 메인 스테이지의 모든 미니게임들이 등장하며, 미니게임 시작 전에 조작법이 보여지지 않는다.

## 평가
| 평가 |         |
| --- | ------- |
| 통합 점수 통합사 점수 게임랭킹스 81.82% [ 1 ] 메타크리틱 83/100 [ 2 ] 평론 점수 평론사 점수 1UP.com B+ [ 3 ] CVG 8.4/10 [ 4 ] 유로게이머 7/10 [ 5 ] 게임 인포머 7.75/10 [ 6 ] 게임프로 [ 7 ] 게임스팟 9.1/10 [ 8 ] 게임스파이 [ 9 ] 게임스레이더+ [ 10 ] 게임트레일러스 8.3/10 [ 11 ] 게임존 8.1/10 [ 12 ] IGN 8.2/10 [ 13 ] 닌텐도 월드 리포트 8.5/10 [ 14 ] ONM 92% [ 15 ] The Age [ 16 ] The Courier-Mail 9/10 [ 17 ] The Sunday Age [ 18 ] Toronto Sun [ 19 ] |         |
| 통합 점수 |         |
| 통합사 | 점수    |
| 게임랭킹스 | 81.82%  |
| 메타크리틱 | 83/100  |
| 평론 점수 |         |
| 평론사 | 점수    |
| 1UP.com | B+      |
| CVG | 8.4/10  |
| 유로게이머 | 7/10    |
| 게임 인포머 | 7.75/10 |
| 게임프로 | [ 7 ]   |
| 게임스팟 | 9.1/10  |
| 게임스파이 | [ 9 ]   |
| 게임스레이더+ | [ 10 ]  |
| 게임트레일러스 | 8.3/10  |
| 게임존 | 8.1/10  |
| IGN | 8.2/10  |
| 닌텐도 월드 리포트 | 8.5/10  |
| ONM | 92%     |
| The Age | [ 16 ]  |
| The Courier-Mail | 9/10    |
| The Sunday Age | [ 18 ]  |
| Toronto Sun | [ 19 ]  |

### 내용주
1. ↑  일본어: おどる メイド イン ワリオ 오도루 메이도 인 와리오[*]
2. ↑  영어: WarioWare: Smooth Moves 와리오웨어: 스무스 무브즈[*], 약칭 ‘WWSM’.
3. ↑  일본어: 作法棒 사호보[*]→작법봉. 일본어에서 작법(作法)은 예의범절을 의미하며, 불교에서는 의식에서 추는 춤을 의미한다.
4. ↑  일본어: 正面 쇼멘[*]→정면
5. ↑  일본어: 滝登り 다키노보리[*]→폭포 등반
6. ↑  일본어: 両握り 료니기리[*]→양손 쥐기
7. ↑  일본어: 達筆 닷피쓰[*]→달필
8. ↑  일본어: まわりゃんせ 마와랸세[*]
9. ↑  일본어: 下段の構え 게단노카마에[*]→하단세
10. ↑  일본어: 綱引き 쓰나히키[*]
11. ↑  일본어: 手乗り 데노리[*]→손 올리기
12. ↑  일본어: 天狗 덴구[*]→텐구 (일본의 요괴)
13. ↑  일본어: 指相撲 유비즈모[*]
14. ↑  일본어: 置き 오키[*]→놓기
15. ↑  일본어: 大威張り 오이바리[*]→으스대기
16. ↑  일본어: 聖徳太子 쇼토쿠타이시[*]→쇼토쿠 태자
17. ↑  일본어: 鉄亜鈴 데쓰아레이[*]→철아령
18. ↑  일본어: ちょんまげ 존마게[*]→촌마게 (일본식 상투)
19. ↑  일본어: おつまみ 오쓰마미[*]→마른안주
20. ↑  일본어: 岡っ引き 오캇핏키[*]→오캇핏키 (에도 시대의 탐정)
21. ↑  일본어: 小坊主 고보즈[*]→동자승
22. ↑  일본어: 二刀流 니토류[*]→이도류

### 참조주
1. ↑  “WarioWare: Smooth Moves - WII”. Game Rankings. 2009년 2월 10일에 원본 문서에서 보존된 문서. 2009년 2월 7일에 확인함.
2. ↑  “WarioWare: Smooth Moves”. Metacritic. 2009년 1월 29일에 원본 문서에서 보존된 문서. 2009년 1월 9일에 확인함.
3. ↑  Parish, Jeremy (2007년 1월 15일). “WarioWare: Smooth Moves (Wii)”. 1UP. 2007년 6월 9일에 원본 문서에서 보존된 문서. 2009년 1월 9일에 확인함.
4. ↑  Jackson, Mike (2007년 1월 2일). “Wario Ware: Smooth Moves”. 《Computer and Video Games》. 2009년 1월 9일에 확인함.
5. ↑  Reed, Kristan (2007년 1월 9일). “Wario Ware: Smooth Moves Review”. Eurogamer. 2009년 1월 9일에 확인함.
6. ↑  Miller, Matt. “WarioWare: Smooth Moves”. 《Game Informer》. 2008년 2월 20일에 원본 문서에서 보존된 문서. 2009년 1월 9일에 확인함.
7. ↑  “WarioWare: Smooth Moves”. 《GamePro》. 2007년 1월 16일. 2008년 12월 16일에 원본 문서에서 보존된 문서. 2009년 1월 9일에 확인함.
8. ↑  Gerstmann, Jeff (2007년 1월 12일). “WarioWare: Smooth Moves Review”. GameSpot. 2014년 1월 25일에 확인함.
9. ↑  Villoria, Gerald (2007년 1월 23일). “Wario Ware: Smooth Moves (Wii)”. GameSpy. 2009년 1월 9일에 확인함.
10. ↑  Elston, Brett (2007년 1월 16일). “WarioWare: Smooth Moves”. GamesRadar. 2016년 4월 1일에 원본 문서에서 보존된 문서. 2009년 1월 9일에 확인함.
11. ↑  “Wario Ware: Smooth Moves”. GameTrailers. 2009년 1월 9일에 확인함.
12. ↑  Bedigian, Louis (2007년 1월 30일). “WarioWare: Smooth Moves Review”. GameZone. 2008년 12월 16일에 원본 문서에서 보존된 문서. 2009년 1월 9일에 확인함.
13. ↑  Bozon, Mark (2007년 1월 12일). “WarioWare: Smooth Moves Review”. IGN. 2009년 1월 27일에 원본 문서에서 보존된 문서. 2009년 1월 9일에 확인함.
14. ↑  Sklens, Mike (2007년 1월 29일). “WarioWare: Smooth Moves”. Nintendo World Report. 2010년 3월 5일에 원본 문서에서 보존된 문서. 2009년 1월 9일에 확인함.
15. ↑  East, Tom (2008년 1월 9일). “WarioWare: Smooth Moves”. 《Official Nintendo Magazine》. 2011년 1월 7일에 원본 문서에서 보존된 문서. 2009년 1월 9일에 확인함.
16. ↑  Hill, Jason (2007년 2월 1일). “WarioWare Smooth Moves”. 《The Age》. 12면.
17. ↑  Dudley, Jennifer (2007년 1월 31일). “WarioWare: Smooth Moves”. 《The Courier Mail》. T07면.
18. ↑  Holland, Angus (2007년 2월 11일). “WarioWare: Smooth Moves”. 《Sunday Age》. 45면.
19. ↑  Tilley, Steve (2007년 1월 21일). “Smooth Moves with the Wiimote, dude”. 《Toronto Sun》. S19면.